# 關炯

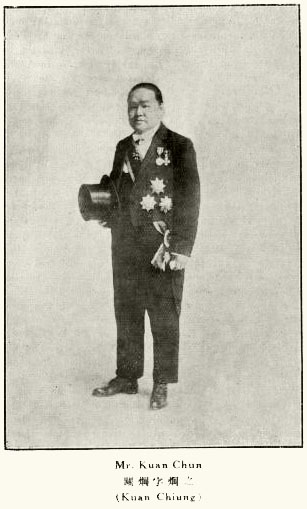

關炯（1879年—1942年），字炯之，湖北汉阳人。清朝及中华民国法官、政治人物、佛教居士。

## 生平
關炯幼年在武昌博文书院念书。清朝光绪二十七年（1901年），關炯参加乡试中举。光绪二十九年（1903年），授同知，到上海任上海道辕洋务翻译。光绪三十年（1904年）起，他担任上海公共租界会审公廨谳员。光绪三十三年（1907年），他任江苏通州知州。宣统三年九月（1911年11月）辛亥上海光复，他奉命接管上海公共租界会审公廨，直到民国十六年（1927年）会审制度废除，方辞职。民国十六年（1927年）之后，他历任江苏省印花税务局副局长、湖北同乡会会长、红十字会常务董事、新民辅成会副会长等职务。
1921年他42岁时皈依佛教，修习净土宗。民国十一年（1922年）上海佛教净业社成立，他任副社长。民国十五年（1926年），他和施省之、黄涵之、王一亭等人在上海组织上海佛教维持会。民国十八年（1929年）4月中国佛教会成立，他任执行委员兼常务委员。6月又任上海佛教会执行委员兼常务委员。1930年，他任上海佛教居士林监察委员，1933年升任居士林副林长。1935年，他和释圆瑛、释远尘、屈映光等创立上海佛教公墓，并任董事。抗日战争爆发后，他任上海慈善团体联合救济会常务理事，后与赵朴初、屈映光、黄涵之等在上海慈善团体联合救济会下设救济战区难民委员会。他还在上海佛教净业社下设战区难民妇孺收容所，并任该收容所主任。

## 延伸阅读
[在维基数据编辑]
 《海上名人傳·關絅之》，出自《海上名人傳》